# Tim Howard
Timothy Matthew "Tim" Howard, född 6 mars 1979 i North Brunswick, New Jersey, är en amerikansk före detta fotbollsmålvakt. 

## Karriär

### Tidiga år
Howard diagnostiserades med Tourettes syndrom när han gick i sjätte klass.

### Colorado Rapids
Den 20 mars 2016 blev det klart att Howard skulle återvände till Major League Soccer för spel i Colorado Rapids. Övergången verkställdes den 4 juli 2016 då MLS övergångsfönster öppnade.
I januari 2019 meddelade Howard att säsongen 2019 skulle bli hans sista säsong som professionell fotbollsspelare. I oktober 2019 avslutade Howard sin karriär.

## Meriter
- FA Community Shield: 2003
- FA-cupen: 2004
- Ligacupen: 2006
- CONCACAF Gold Cup: 2007